# Twickenham Stadium
Twickenham Stadium (ook bekend als Twickenham) is een rugbystadion gelegen in de wijk Twickenham, in het zuidwesten van Londen. Met zijn capaciteit van 82.000 is het na Wembley het grootste stadion van Engeland. Het is het thuisstadion van het nationale rugbyteam van Engeland, zij spelen al hun interlands in Twickenham. Hiernaast wordt het stadion ook gebruikt voor de finales van de rugbycompetitie en -beker. Er zijn ook concerten in Twickenham gehouden van bijvoorbeeld U2, Rolling Stones, Iron Maiden en Eminem.

## Gebruik
De eigenaar van Twickenham Stadium is de Engelse rugbybond RFU. Alle interlands van het Engelse nationale team worden hier gespeeld. Dus alle vriendschappelijke wedstrijden, alsmede de wedstrijden voor het Zeslandentoernooi voor herenteams en damesteams. Het stadion is ook gebruikt voor het wereldkampioenschap rugby in 1991, 1999 en 2015. Naast deze wedstrijden tussen landenteams wordt het stadion ook gebruikt voor een aantal rugbywedstrijden tussen clubs. Zo wordt de finale van de Guinness Premiership, de Engelse nationale clubcompetitie, gespeeld in Twickenham en ook de EDF Energy Cup, het Engels-Welsh bekertoernooi. De Varsity Match wordt sinds 1921 elk jaar op de tweede dinsdag van december in Twickenham gespeeld, dit is een wedstrijd tussen de universiteiten van Oxford en Cambridge. Het is de rugbyversie van de Boat Race die jaarlijks tussen deze twee universiteiten wordt gevaren op de Theems. Het stadion is ook de plaats voor de finale van de Daily Mail Cup, de competitie tussen Engelse scholen. De finale van de Heineken Cup, het Europese bekertoernooi voor clubteams, is ook een aantal keer gespeeld in Twickenham.

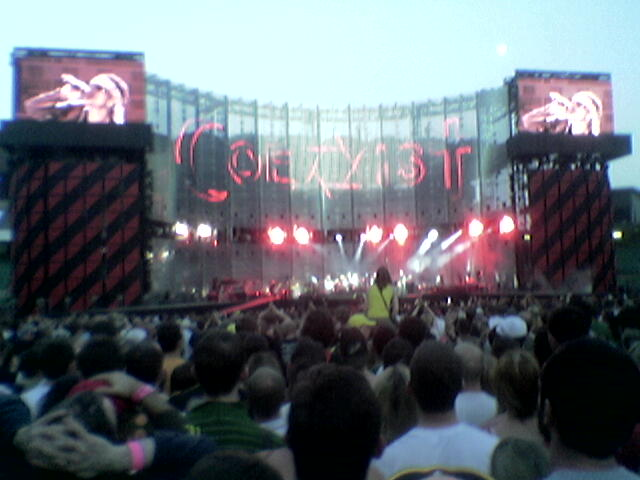
Een concert van U2 in Twickenham Stadium.

Ondanks Twickenham normaal gesproken wordt gebruikt voor wedstrijden Rugby Union, werd er in 2000 voor het eerst een wedstrijd Rugby League gespeeld in Twickenham. In deze wedstrijd versloeg Australië Engeland in de openingswedstrijd van het wereldkampioenschap Rugby League. De Rugby League Challenge Cup Final is ook twee keer gespeeld in Twickenham, beide keren won St Helens de beker. Naast Rugby Union en Rugby League worden er ook wedstrijden Rugby Sevens gespeeld in Twickenham, zoals het Middlesex Sevens toernooi, wat al vanaf 1926 in Twickenham wordt gehouden.
De laatste jaren is het stadion ook gebruikt voor een aantal grote concerten. Mede door de vertragingen in de bouw van Wembley werden er concerten georganiseerd in Twickenham, zoals 'A Bigger Bang Tour' van de Rolling Stones.

## Historie
Na uitverkochte wedstrijden tegen Nieuw-Zeeland en Zuid-Afrika in Crystal Palace zag de Engelse rugbybond RFU in dat het hebben van een eigen stadion een aantal voordelen heeft. William Williams, een bestuurslid van de bond, nam hierin de leiding door een stuk grond van ruim vier hectare te kopen in Twickenham. Hij kocht dit stuk grond in 1907 voor £ 5.572,625. Voor de aankoop van dit stuk grond werd hier kool geteeld, daarom wordt Twickenham ook wel 'Cabbage Patch' (koolgrond) genoemd. Een jaar later werden de eerste staanplaatsen gebouwd. Er werd niet alleen voor gezorgd dat er staanplaatsen rond het veld kwamen, om de mensenstroom tijdens wedstrijden op te vangen werden er ook een aantal omliggende wegen sterk verbeterd. De eerste wedstrijd in Twickenham werd gespeeld op 2 oktober 1909, tussen Harlequins en Richmond. De eerste interland, tussen Engeland en Wales werd gespeeld op 15 januari 1910.
Tijdens de Eerste Wereldoorlog werd het veld gebruikt om vee, paarden en schapen op te laten grazen. In 1921 onthulde koning George V een oorlogsmonument vlak bij het stadion.
In 1959, om de 50-jarige verjaardag van Twickenham te vieren, versloeg een gecombineerd team van Engeland en Wales een gecombineerd team van Ierland en Schotland met 26-17.
In 1991 mocht Engeland het wereldkampioenschap rugby organiseren. Twickenham werd gebruikt voor de poulewedstrijden van Engeland en tevens voor de finale, waarin Australië met 12-6 won van Engeland. Ook voor het wereldkampioenschap van 1999, dat werd georganiseerd door Wales, werd Twickenham gebruikt voor een aantal wedstrijden. Dit waren de drie poulewedstrijden van Engeland, Engelands playoff voor de kwartfinale en beide halve finales.

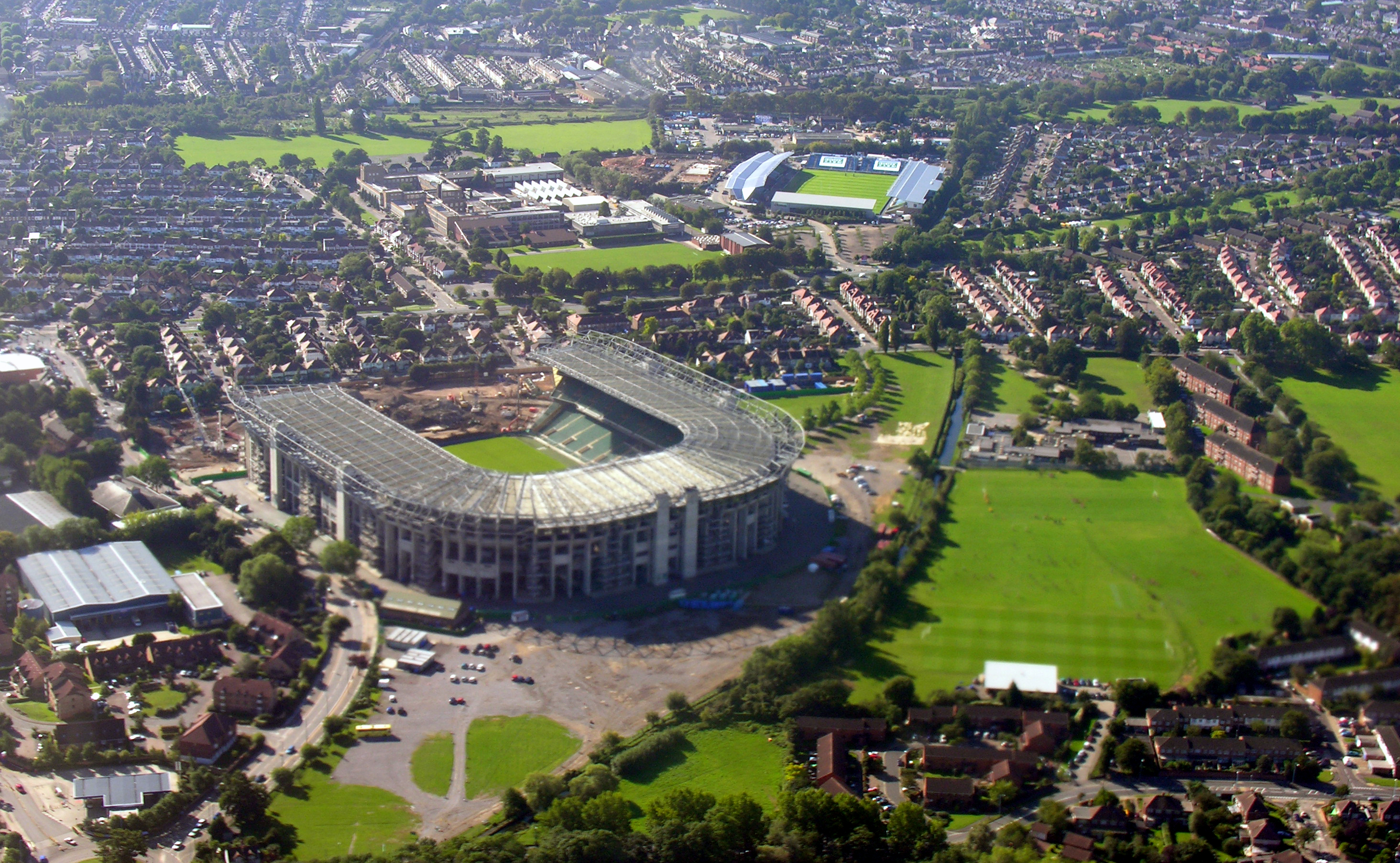
Het stadion vanuit de lucht

In het begin van de 21e eeuw werd het stadion bekend als 'Fort Twickenham', omdat Engeland onder de leiding van coach Clive Woodward, 19 thuiswedstrijden achter elkaar won. Dit begon in oktober 1999 en eindigde in een nederlaag tegen Ierland in 2004.
Op 5 maart 2005 werd er een wedstrijd georganiseerd in Twickenham door de Internationale Rugby Bond onder de naam 'IRB Rugby Aid Match'. De opbrengst van deze vriendschappelijke wedstrijd ging naar de Verenigde Naties om hun werk na de tsunami te ondersteunen. De wedstrijd ging tussen een team met spelers van het noordelijk halfrond en een team met spelers van het zuidelijk halfrond. De uitslag was Noord 19 - Zuid 54.

## Verbouwingen
Sinds de Engelse rugbybond RFU de grond in 1907 kocht, is het stadion meerdere keren verbouwd. In 1921 werd er aan de noordkant een tribune gebouwd, met daaronder een aantal winkels. In 1927 werd dit uitgebreid naar de oostkant, waardoor er 12.000 toeschouwers konden kijken naar een wedstrijd. Hierna werd de zuidkant gerenoveerd zodat de capaciteit 20.000 toeschouwers bedroeg. In 1932 werd er ook op de westzijde een tribune gebouwd. In dit gebouw kwamen ook kantoren voor de RFU, zodat Twickenham de thuishaven werd van de RFU. Omdat het aantal toeschouwers nu zo groot werd, moest de naast het stadion liggende weg 'Rugby Road' worden verbreed om het grote aantal toeschouwers veilig naar het stadion te brengen.
In 1965 moest de zuidtribune dicht omdat het op instorten stond. Men wilde een heel nieuwe tribune neerzetten, omdat dat goedkoper zou zijn dan de oude te renoveren. Door klachten van omwonenden kon er heel lang geen bouwvergunning worden gekregen. In 1978 werd er een bouwvergunning afgegeven, waardoor in 1981 eindelijk weer toeschouwers konden zitten op de zuidtribune. Hierna volgden ook de andere tribunes, die inmiddels verouderd waren. In 1988 werd de noordtribune gesloopt om in 1991 een nieuwe tribune te openen, gelijk hierna begon men met het slopen van de oosttribune. Na de wk-finale werd de oosttribune opgeleverd en werd de westtribune gesloopt. In 1995 was het stadion eindelijk compleet, met een capaciteit van 75.000 mensen, allemaal zitplaatsen.

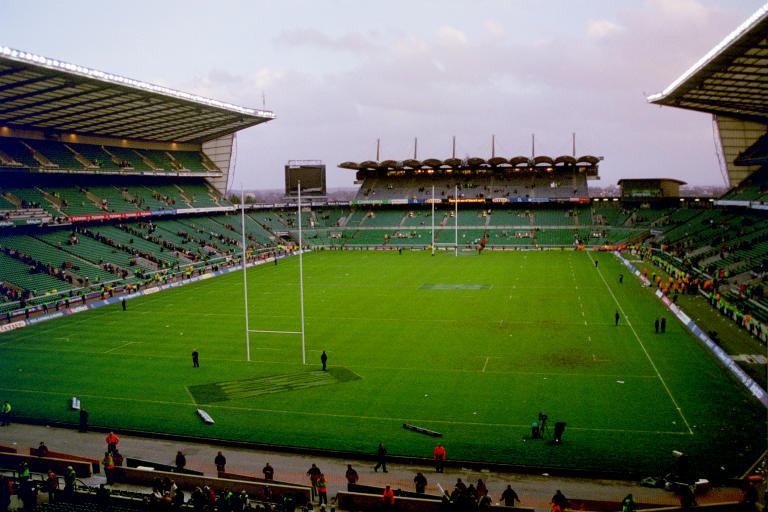
stadion voor de verbouwing

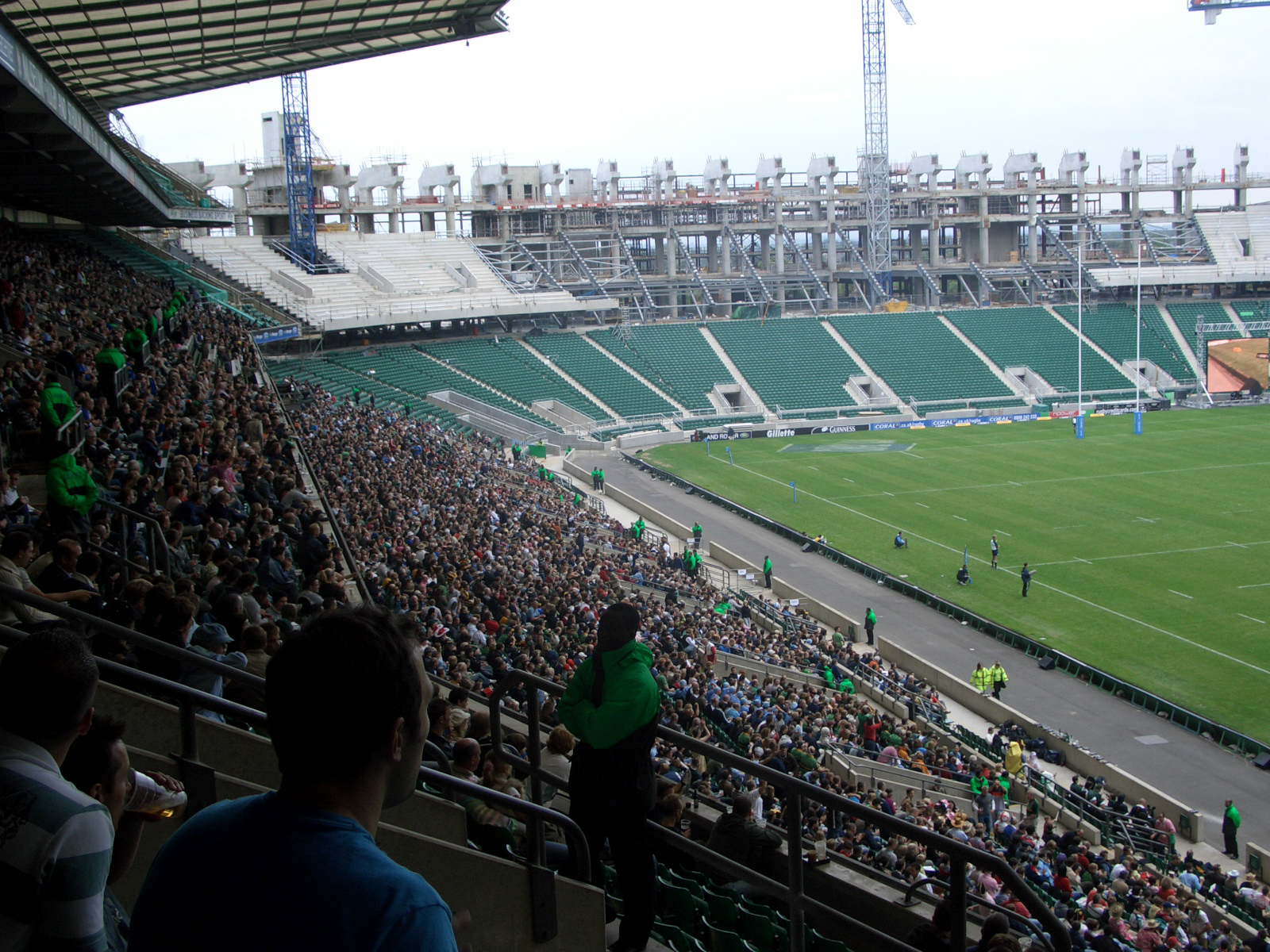
Verbouwingen aan de zuidtribune in augustus 2006.

In 2002 werden er plannen gemaakt om de zuidtribune te renoveren om zo de capaciteit te verhogen tot 82.000 toeschouwers. Na een aantal wijzigingen in de bouwplannen werd er in december 2004 een bouwvergunning afgegeven om voor 80 miljoen pond de zuidtribune te vergroten. Naast de vergroting van 7.000 toeschouwers, komt er ook een viersterren hotel met 156 kamers en zes vip-suites met uitzicht op het veld, een theater, een ontspanningscentrum, een nieuwe rugbywinkel en een aantal kantoren. In juli 2005 was de zuidtribune helemaal afgebroken om plaats te maken voor een nieuwe tribune, die sinds november 2006 gereed is voor gebruik. Aan het dak wordt nog gewerkt, evenals de faciliteiten die achter de tribune komen.

## Rugbymuseum
Het 'Museum of Rugby' is een museum over rugby dat gesitueerd is in het Twickenham Stadium. Het museum laat alles zien wat met rugby te maken heeft, niet alleen het Engelse rugby. Met behulp van interactieve beeldtechnieken wordt de geschiedenis van het rugby getoond, met onder andere een tentoonstelling over William Webb Ellis, de uitvinder van de sport. Daarnaast zijn er ook een aantal authentieke voorwerpen te zien, zoals een Engels rugbyshirt dat gedragen is in de eerste rugbyinterland ooit in 1871 tussen Engeland en Schotland. Bovendien is de Webb Ellis Cup, die Engeland won op het wereldkampioenschap van 2003 een tijd lang te zien geweest in het museum. Naast deze tentoonstellingen worden er ook rondleidingen door het stadion verzorgd.